# Harald Mueller
Harald Waldemar Mueller (* 18. Mai 1934 in Memel; † 27. Dezember 2021 in Berlin) war ein deutscher Dramatiker, Hörspielautor und Übersetzer.

## Leben
1945 musste Mueller mit seiner Familie aus Ostpreußen nach Schleswig-Holstein fliehen. Nach der Mittleren Reife arbeitete Mueller als Bergmann, Liftboy, Telefonist auf einem Truppenübungsplatz der NATO, als Messevertreter, Rezitator, Hörspiel- und Fernsehautor. Von 1955 bis 1959 besuchte er Schauspielschulen in München und Hamburg und studierte Germanistik und Theaterwissenschaft.
Martin Walser förderte Mueller als Theaterautor, und 1969 erhielt er für sein Debüt Großer Wolf den Förderpreis zum Gerhart-Hauptmann-Preis und ein Stipendium für junge Dramatiker des Suhrkamp Verlags. Die Uraufführung an den Münchner Kammerspielen unter der Regie von Claus Peymann wurde 1970 laut Benjamin Henrichs „eines jener heißumstrittenen, umkämpften Spektakel“. Noch im gleichen Jahr folgte an derselben Bühne die Uraufführung des zweiten Stücks Halbdeutsch.
In Volker Schlöndorffs Autorenfilm Der plötzliche Reichtum der armen Leute von Kombach trat Mueller als Schauspieler auf, am Drehbuch eines weiteren Films von Schlöndorff, Die Moral der Ruth Halbfass, arbeitete er mit. Für Suhrkamp übersetzte Mueller Bernhard Shaw ins Deutsche. Von 1971 bis 1974 war er Dramaturg am Berliner Schillertheater. Danach zog sich Mueller aus dem öffentlichen Kulturbetrieb zurück und lebte hauptsächlich auf Sylt. Er war Mitglied des PEN-Zentrums Deutschland. Zu einem internationalen Erfolg wurde 1985/86 das in 12 Sprachen übersetzte Stück Totenfloß.
Im Dezember 2021 starb Mueller 87-jährig nach längerem Herzleiden. Er hinterließ drei Töchter, darunter die Schauspielerin und Synchronsprecherin Maike von Bremen.

## Stücke (Auswahl)
- Großer Wolf, Uraufführung 1970
- Halbdeutsch, Uraufführung 1970
- Stille Nacht, Uraufführung 1973
- Winterreise, Uraufführung 1975
- Henkersnachtmahl, Uraufführung 1978
- Totenfloß, Uraufführung 1984
- Bolero, Uraufführung 1987
- Bonndeutsch, Uraufführung 1987
- Doppeldeutsch, Uraufführung 1992
- Luther Rufen, Uraufführung 1996